# Frank Séchehaye
Frank Séchehaye (Ginevra, 3 novembre 1907 – Losanna, 13 febbraio 1982) è stato un calciatore e allenatore di calcio svizzero, di ruolo portiere.

## Carriera
Con la nazionale svizzera prese parte alle Olimpiadi del 1928 ed ai mondiali del 1934.

## Palmarès

### Giocatore

#### Competizioni nazionali
- Coppa di Francia: 1

Club Français: 1930-1931
- Campionato svizzero: 4

Servette: 1932-1933, 1933-1934
Losanna: 1934-1935, 1935-1936
- Coppa Svizzera: 1

Losanna: 1934-1935

### Allenatore

#### Competizioni nazionali
- Coppa Svizzera: 1

Losanna: 1961-1962